# الطليعة (جريدة فلسطينية)
كانت الطليعة، جريدة فلسطينية تصدر كل أسبوع بين عامي 1978 و1996. وأسسها الصحافي والسياسي بشير البرغوثي.

## تاريخها
تأسست الجريدة في فبراير 1978 في الأراضي الفلسطينية المحتلة وكان مقرها في الشيخ جراح، بالقدس. وذلك إبان فترة السبعينات التي شهدت تحركاً ثقافياً ملموساً في فلسطين. أسس الجريدة وتولى رئاسة تحريرها بشير عبد الكريم البرغوثي لتصبح لسان حال الحزب الشيوعي الفلسطيني، الذي تغير لاحقاً إلى حزب الشعب الفلسطيني وكان بشير البرغوثي أول أمين عام له.
غطت الجريدة مواضيع الكفاح ضد الاحتلال الإسرائيلي، ونادت بحقوق العمال والفقراء والنقابات العمالية، وعبرت عن هموم الطبقة العاملة الفلسطينية وقضاياها، ودافعت عن حرية المرأة وحقوقها. كما خصصت الطليعة ملحقاً للثقافة والأدب، أشرف عليه الكاتب والناقد محمد خالد البطراوي. تولى بشير البرغوثي رئاسة تحريرها بين 1978 ـ 1994، في حين شغل الكاتب والأديب محمود شقير رئاسة التحرير بين السنوات 1994 ـ 1996. وعمل بالجريدة أيضاً بعض منتسبي الحزب الشيوعي الفلسطيني مثل خولة عريان وفهمي شاهين عضو المجلس الوطني الفلسطيني.